# História da Menina Perdida
História da Menina Perdida (em italiano:  Storia della bambina perduta) é um romance de 2014 escrito pela autora italiana Elena Ferrante. É a quarta e última parte de seus romances napolitanos, precedido por A Amiga Genial e História do Novo Sobrenome, e História de Quem Foge e de Quem Fica.
Desde 2018, a série de livros é adaptada para uma série de TV, produzida pela HBO e RAI. A temporada final do show vai adaptar o quarto romance.

## Trama
Depois de passar duas semanas agradáveis com Nino na França, Lenu volta para casa e descobre que ele mentiu sobre deixar sua esposa. Ela decide, no entanto, continuar com ele e voltar a Nápoles para ficar perto dele. Lá, ela mais uma vez engravida. Lila engravida ao mesmo tempo de Enzo, e eles dão à luz duas filhas com apenas três semanas de diferença. Lila chama sua filha de Nunzia (conhecida como Tina), como sua mãe, e Lenu chama sua filha de Immacolata (conhecida como Imma), também como sua mãe, que está morrendo de câncer.
Lenù descobre por meio de Lila que Nino continua infiel, tendo tido uma série de casos e até feito uma proposta a Lila. Ela decide deixá-lo e volta para o bairro, morando perto de Lila.
Michele Solara agride Lila nos funerais de Alsonso Carraci, morto em um atentado homofóbico. Em resposta, Lila e Lenù escrevem um artigo denunciando os Solara, que começaram a vender heroína no bairro. O artigo traz mais fama para Lenù, que acaba de publicar seu terceiro livro.
Em 16 de setembro de 1984, Lenù convida Nino para almoçar, pedindo-lhe que veja sua filha Imma com mais frequência. Quando todos estão do lado de fora e Nino está falando com Lila, Tina desaparece misteriosamente. Apesar de todos os seus esforços, eles não conseguem localizá-la ou descobrir o que aconteceu. Enzo é destruído pela dor, acreditando que os Solara a mataram como vingança, enquanto Lila acredita que ela ainda está viva. O casamento deles desmorona após a perda da filha.
Os Solara são assassinados em frente à igreja um pouco depois. Pasquale e Nadia são presos por seu papel como ativistas comunistas durante os anos 70, mas Pasquale se recusa a responder se foi o responsável pelo assassinato dos Solara.
Em 1992, Lenu deixa o bairro, mudando-se com as filhas para Turim. Tendo perdido o contato com Lila, Lenù quebra uma promessa que havia feito e escreve sobre ela, publicando um livro sobre suas vidas chamado Uma Amizade. Depois disso, Lila nunca mais fala com ela.
Nos anos seguintes, as filhas de Lenu saem do país e ela se torna avó.

### Epílogo
Em 2010, após receber de Rino a notícia do desaparecimento de sua mãe, Lenu recebe um pacote pelo correio. Lá dentro, ela encontra as bonecas Tina e Nu, com as quais ela e Lila brincavam quando crianças, e que se tornaram um símbolo de sua amizade.

## Personagens
- Elena Greco (Lenù) - a narradora da história. Depois de deixar o marido, ela volta para Nápoles para ficar com Nino. Ela também o deixa e decide voltar para o bairro de sua infância.
- Raffaella Cerulllo (Lila ou Lina) - ela tem uma filha, Tina, que desaparece em circunstâncias misteriosas. Isso, mais a morte de seu amigo Alfonso e a descoberta de que seu filho Rino é viciado em heroína, têm um grande efeito sobre ela. Ela luta toda a sua vida contra Michele Solara, um homem com conexões camorra. Ela desaparece aos 60 anos.
- Enzo Scanno - marido de Lila, deixa a cidade após o desaparecimento de sua filha Tina.
- Michele Solara - inimiga de Lila, que passa a vender heroína no bairro, inclusive para seu irmão e seu filho Rino. Ele é violento e sádico, causando sofrimento a Alfonso e atacando Lila. Ele é morto com seu irmão.

## Recepção
O romance foi muito bem recebido pela crítica, com o The Guardian chamando-o de "um final assustadoramente perspicaz". Elissa Schappel, escrevendo para a Vanity Fair, revisou o último livro do Quarteto como "Esta é Ferrante no auge de seu brilhantismo." Judith Shulevitz, do The Atlantic, elogiou particularmente como os livros voltam ao início, às bonecas de Lila e Lenu, no capítulo final. Maureen Corregan também elogiou o final dos romances, chamando-o de "Devastação Perfeita".
Roger Cohen escreveu para o New York Review of Books: "As qualidades de interação das duas mulheres são fundamentais para o quarteto, que é ao mesmo tempo introspectivo e abrangente, pessoal e político, cobrindo as mais de seis décadas da vida das duas mulheres e o forma como essas vidas se cruzam com as convulsões da Itália, desde a violência revolucionária das Brigadas Vermelhas esquerdistas até o feminismo radical."
Darrin Franich chamou os romances de série da década, dizendo: "Os romances napolitanos são as séries da década porque são claramente desta década: conflituosos, revisionistas, desesperados, esperançosos, revolucionários, euforicamente femininos mesmo diante de corrosão masculina agressiva."